# Clara Gaymard
Pour les articles homonymes, voir Lejeune et Gaymard.
Clara Gaymard, née Lejeune le 27 janvier 1960 dans le 14e arrondissement de Paris, est une femme d'affaires et haute fonctionnaire française, également essayiste. Elle est cofondatrice de RAISE, un réseau entrepreneurial qui accompagne des entreprises de croissance[Interprétation personnelle ?] à travers une société d'investissement et une fondation. Elle a été notamment présidente de General Electric France de 2006 à 2016 et vice-présidente de GE International de 2009 à 2016,.

## Biographie

### Formation et débuts
Elle est diplômée de l'Institut d'études politiques de Paris et ancienne élève de l'École nationale d'administration (ENA), promotion 1986, Denis Diderot.
Attachée d'administration au cabinet du maire de Paris entre 1982 et 1984 avant d'intégrer l'ENA, elle entre à sa sortie de l'École à la Cour des comptes comme auditeur, promue conseillère référendaire en 1990. Elle devient ensuite adjointe au chef des services d'expansion économique au Caire (1991-1993), puis chef du bureau de l'Union européenne (sous-direction d'Europe Nord-Sud) à la direction des relations économiques extérieures (DREE) du ministère de l'Économie et des Finances.

### Carrière
Elle est appelée en juin 1995 par Colette Codaccioni, ministre de la Solidarité entre les générations, comme directrice de son cabinet. Elle est ensuite sous-directrice de l'Appui aux PME et de l'Action régionale à la DREE (1996-1999), puis chef de la mission aux PME (1999-2003).
En 2002, le ministre le l'Économie et des Finances Francis Mer refuse de la nommer à la direction des relations économiques extérieures, déclarant : « Clara, vous avez neuf enfants, un mari qui fait de la politique. Je suis contre ». À partir de février 2003, elle est nommée ambassadrice itinérante, déléguée aux investissements internationaux, présidente de l'Agence française pour les investissements internationaux (AFII).
En septembre 2006, elle rejoint l'entreprise General Electric, qui lui confie la présidence de GE en France, puis celle de la région Europe du Nord-Ouest en octobre 2008 . Toujours présidente-directrice générale de GE France, Clara Gaymard est nommée en avril 2009 vice-présidente de GE International chargée des grands comptes publics (GE International for Government Sales and Strategy), puis, en août 2010, vice-présidente chargée des Gouvernements et des Villes, sous la présidence de Jeffrey R. Immelt.
En 2014, elle utilise son expertise et son réseau relationnel pour favoriser le rachat de la branche énergie d'Alstom par GE,,. En 2015, elle s'engage à ce que cette opération se traduise par la création de « 1 000 emplois nets en France ». Elle ne dément toutefois pas l'information selon laquelle 10 300 postes seraient supprimés dans le monde, dont 2 000 en France.
Fin janvier 2016, après dix ans au sein de General Electric à encourager les relations économiques entre la France et les États-Unis au nom de la défense des emplois industriels en Europe, et au moment où 6 500 suppressions d'emplois sont annoncées en contradiction avec les engagements pris auprès du gouvernement français, elle est convoquée à l'Élysée pour s'en expliquer, et officialise ensuite son départ de la société. Le journaliste Jean-Michel Quatrepoint écrit que « pendant dix ans, Mme Gaymard a été l’un des relais essentiels de l’influence américaine en France : membre de la Trilatérale, présidente de la Chambre américaine de commerce, membre du conseil d’administration de la French-American Foundation. »
Elle rejoint le fonds d'investissements et de dotation philanthropique Raise, dirigé par Gonzague de Blignières, avec qui elle lance en avril 2018 le Mouvement pour une Économie Bienveillante, visant à mobiliser et réunir les entreprises conscientes de leur impact social. En 2022, ils font de Raise une entreprise à mission.
En mars 2016, LVMH annonce l'intention de présenter sa candidature au conseil d'administration du groupe.

## Autres mandats et engagements
Parallèlement à sa carrière, Clara Gaymard a été enseignante contractuelle en droit public et en culture générale, auditeur de la 53e session de l'Institut des hautes études de Défense nationale IHEDN, et membre fondateur de la Fondation Jérôme-Lejeune.
Elle affiche des convictions religieuses au sein de l'association catholique « Semeurs d'Espérance », éloignées des mouvances charismatiques et traditionalistes.
Au sein de la filiale française de GE, elle soutient la création d'une « organisation de diversité » nommée GLBTA (Gay, Lesbian, Bisexual and Transgenre Alliance),; elle signe pour General Electric la charte d’engagement LGBT.
Clara Gaymard est membre de la Commission trilatérale.
Elle siège par ailleurs dans diverses instances :
- présidente de l'American Chamber of Commerce in France (AmCham France) (depuis 2014) ; membre du conseil d'administration de la French-American Foundation[31] ;
- membre du conseil d'administration de Bouygues (administratrice indépendante)[32], depuis avril 2016, membre du Comité des Comptes[33] [rémunération environ 45 000 € en 2019 & 67 000 € en 2020][34] ;
- membre du conseil d'administration de Veolia, depuis mars 2015[35] [rémunération environ 50 000 €/an en 2019 & 2020][36].

Elle a été présidente du Women's Forum for the Economy and Society de 2014 à 2018,.

## Vie privée
Fille du professeur Jérôme Lejeune, médecin, généticien, codécouvreur avec Marthe Gautier et Raymond Turpin de l'origine chromosomique du syndrome de Down, et de son épouse danoise Birthe Bringsted, Clara Gaymard épouse Hervé Gaymard, futur ministre de Jacques Chirac, en 1986 à leur sortie de l'ENA. Le couple a ensuite neuf enfants : Philothée, Bérénice, Thaïs, Marie-Lou, Amédée, Eulalie, Faustine, Jérôme-Aristide, Angélico.
Sa sœur Karin a épousé le magistrat Jean-Marie Le Méné, président de la fondation Jérôme-Lejeune depuis 1996.

### L'affaire Gaymard
Le 16 février 2005, une polémique éclate à la suite d'un article du Canard enchaîné, suivi par de nouvelles révélations de Libération et du Parisien, sur le coût et l'importance de la surface de l'appartement de fonction de M. Gaymard. Le journal révèle qu'Hervé Gaymard, son épouse Clara et leurs huit enfants sont logés dans un duplex privé de 600 m2 près de l'avenue Montaigne, loué par l'État au prix de 14 000 € par mois. À la suite de ce qui est devenu l'affaire Gaymard, le Premier ministre Jean-Pierre Raffarin instaure des règles précises sur la surface des logements de fonction des membres du gouvernement pris en charge par le budget de l'État et le ministre annonce son départ de l'appartement.
Mais la polémique continuant, le 25 février 2005 Hervé Gaymard démissionne de son poste de ministre de l'Économie, des Finances et de l'Industrie. Il est remplacé par Thierry Breton.
Il a précisé par la suite son patrimoine personnel, étant propriétaire d'un appartement de 200 m2 à Paris, d'une maison familiale de deux appartements à Bourg-Saint-Maurice en Savoie ainsi que de sa permanence parlementaire dans ce même département.

## Ouvrages
Sous le nom de Clara Lejeune :
- La Vie est un bonheur, Jérôme Lejeune, mon père, Paris, Critérion, 1997
- Histoires de femme autres simples bonheurs, Paris, Lattès, 1999
- S'il suffisait d'aimer, Paris, Fayard, 2003

Sous le nom de Clara Gaymard avec sa fille Bérénice Bringsted qui a emprunté pour l'occasion le nom de sa grand-mère d'origine danoise :
- Faut qu'on parle !, Paris, Plon, 2016[39]

## Distinctions
- Chevalier de la Légion d'honneur[2]
- Officier de l'ordre national du Mérite[2]
- Commandeur de l'ordre du Mérite de la République italienne‎ (2005)[40]